# Scelidotherium
Scelidotherium é um gênero extinto de preguiça terrestre da família Scelidotheriidae, endêmico da América do Sul durante o final do Pleistoceno. Ele viveu de 780 000 a 11 000 anos atrás, existindo por aproximadamente 0,67 milhão de anos.

## Descrição
Caracteriza-se por uma cabeça alongada, superficialmente semelhante a um tamanduá. Na distribuição fóssil, é conhecido da Argentina (Formações Luján e Arroyo Seco), Bolívia (Formação Tarija), Peru (Formação San Sebastián), Panamá, Brasil, Paraguai e Equador.
Em seu diário de The Voyage of the Beagle, Charles Darwin relata a descoberta de um fóssil quase perfeito Scelidotherium em Punta Alta enquanto viajava por terra de Bahía Blanca a Buenos Aires, em 1832. Ele o aliou ao Megatherium. Owen (1840) reconheceu os verdadeiros caracteres dos restos mortais e os nomeou Scelidotherium, que significa "besta do fêmur" para refletir as proporções distintas desse elemento esquelético. Eles tinham 1,1 metros (3,6 pés) de altura e poderiam pesar até 850 kg (1 900 lb).

## Taxonomia
Scelidotherium foi nomeado por Owen (1840). Foi atribuído a Mylodontidae por Carroll (1988); e a Scelidotheriinae por Gaudin (1995) e Zurita et al. (2004). Scelidotheriinae foi elevada de volta ao status de família completa por Presslee et al. (2019).

## Galeria
- Vista frontal do esqueleto de Scelidotherium leptocephalum
- Scelidotherium sp. mão direita incompleta
- Crânio de Scelidotherium in situ em jaqueta de gesso, Argentina, 1926. Coletado na segunda Expedição Paleontológica de Campo Marshall